# Carlos Saboga
 (juillet 2022).
La mise en forme du texte ne suit pas les recommandations de Wikipédia : il faut le « wikifier ».
Les points d'amélioration suivants sont les cas les plus fréquents. Le détail des points à revoir est peut-être précisé sur la page de discussion.
- Les titres sont pré-formatés par le logiciel. Ils ne sont ni en capitales, ni en gras.
- Le texte ne doit pas être écrit en capitales (les noms de famille non plus), ni en gras, ni en italique, ni en « petit »…
- Le gras n'est utilisé que pour surligner le titre de l'article dans l'introduction, une seule fois.
- L'italique est rarement utilisé : mots en langue étrangère, titres d'œuvres, noms de bateaux, etc.
- Les citations ne sont pas en italique mais en corps de texte normal. Elles sont entourées par des guillemets français : « et ».
- Les listes à puces sont à éviter, des paragraphes rédigés étant largement préférés. Les tableaux sont à réserver à la présentation de données structurées (résultats, etc.).
- Les appels de note de bas de page (petits chiffres en exposant, introduits par l'outil «  Source ») sont à placer entre la fin de phrase et le point final[comme ça].
- Les liens internes (vers d'autres articles de Wikipédia) sont à choisir avec parcimonie. Créez des liens vers des articles approfondissant le sujet. Les termes génériques sans rapport avec le sujet sont à éviter, ainsi que les répétitions de liens vers un même terme.
- Les liens externes sont à placer uniquement dans une section « Liens externes », à la fin de l'article. Ces liens sont à choisir avec parcimonie suivant les règles définies. Si un lien sert de source à l'article, son insertion dans le texte est à faire par les notes de bas de page.
- La présentation des références doit suivre les conventions bibliographiques. Il est recommandé d'utiliser les modèles {{Ouvrage}}, {{Chapitre}}, {{Article}}, {{Lien web}} et/ou {{Bibliographie}}. Le mode d'édition visuel peut mettre en forme automatiquement les références.
- Insérer une infobox (cadre d'informations à droite) n'est pas obligatoire pour parachever la mise en page.

Pour une aide détaillée, merci de consulter Aide:Wikification.
Si vous pensez que ces points ont été résolus, vous pouvez retirer ce bandeau et améliorer la mise en forme d'un autre article.
Carlos Saboga est un scénariste et réalisateur portugais, né le 17 décembre 1936 à Figueira da Foz.

## Biographie
Né au Portugal en 1936, Carlos Saboga fuit très tôt la dictature de Salazar et rejoint clandestinement la France, l'Algérie puis l’Italie avant d’être naturalisé français.
Scénariste et traducteur reconnu, il a d'abord été journaliste, critique de cinéma et assistant réalisateur
Dès les années 1970, le travail de Carlos Saboga est salué par la critique internationale. Il reçoit en 1984 le Prix FPCC du meilleur scénario pour O Lugar do Morto (La Place du mort) réalisé par António-Pedro Vasconcelos. Et réitère sa collaboration avec Vasconcelos en 1999, sur le film Ras le bol (Jaime), qui reçoit le Prix spécial du jury au Festival de Saint-Sébastien et le Prix Cannes Junior au Festival de Cannes.
En 1997, il écrit la minisérie Les Filles du maitre de chai, réalisée par François Luciani. Nommée sept fois aux 7 d’or, elle reçoit le Grand Prix du Sénat de la meilleure série française.
Carlos Saboga collabore ensuite avec le réalisateur et directeur de la photographie Mário Barroso sur Le Miracle selon Salomé en 2004, et Un amour de perdition en 2007. Les deux films sont sélectionnés aux festivals de San Sebastian et de Buenos Aires.
C'est avec Mystères de Lisbonne, la dernière réalisation de Raúl Ruiz, traduite et adaptée du roman classique portugais de Camilo Castelo Branco, que Carlos Saboga s'impose comme un scénariste majeur,.
Cette fresque romanesque de près de 4 heures 30, aux multiples personnages et complexités, autour Pedro da Silva, un orphelin en quête de son identité et du père Dinis, ancien aristocrate devenu justicier, entre le Portugal, la France, l’Italie et le Brésil du 19ème siecle, est encensée par la critique et le public. Sélectionnée dans de nombreux festivals (Toronto, New-York, San Sebastian, São Paulo, Hong-Kong, Buenos Aires), Mystères de Lisbonne reçoit le prix Louis-Delluc en 2010, le Prix du meilleur réalisateur à San Sebastian et le Prix de la critique à São Paulo.
Carlos Saboga continue sa collaboration avec Raúl Ruiz, en lui confiant son scénario, Les Lignes de Wellington, fresque historique sur l'un des premiers revers de l'armée napoléonienne en 1810 au Portugal, mené par le général Wellington face aux troupes du maréchal Masséna,. Le film mêle grande et petites histoires, et met en avant les stratégies de guerre et le rôle décisif des femmes. Raúl Ruiz s'éteint avant le tournage,, et le film est réalisé par sa compagne et monteuse, la réalisatrice chilienne Valeria Sarmiento,,. Le film est sélectionné en compétition officielle à la Mostra de Venise.
C'est en 2012, à 76 ans, que Carlos Saboga réalise son premier long-métrage Photo, film à l'esthétique photographique et l'atmosphère mystérieuse, porté par Anna Mouglalis, à la recherche d'un passé familial contestataire, pendant la révolution des Œillets, dans le Portugal des années 1970, est sélectionné en compétition officielle au Festival de Rome
En 2014, Carlos Saboga réalise À une heure incertaine (A Uma Hora Incerta), long métrage en huis clos sur un jeune couple de réfugiés français suspectés dans le Portugal de Salazar. Sélectionné en compétition officielle à la Viennale, le film reçoit le Prix du Jury du journal Der Standard.
En 2019, Le Cahier noir, nouvelle adaptation de Camilo Castelo Branco par Carlos Saboga et réalisé par Valeria Sarmiento, est sélectionné aux festivals de San Sebastian et de Toronto.
En 2020, Marío Barroso réalise L'Ordre moral, écrit par Carlos Saboga, tiré de l'histoire vraie de Maria Adelaide Coelho da Cunha , grande bourgeoise, propriétaire d’un quotidien national et éprise de liberté dans la Lisbonne conservatrice du début du XXe siècle. Le film gagne le Prix du meilleur scénario de la Sociedade Portuguesa de Autores (pt) (Société portugaise des auteurs),.

## Filmographie

### Réalisateur
- 2012 : Photo (ou Foto)
- 2015 : À une heure incertaine (A Uma Hora Incerta)

### Scénariste

#### Cinéma
- 1970 : Il Sasso in Bocca de Giuseppe Ferrara
- 1984 : O Lugar do Morto de António-Pedro Vasconcelos
- 1989 : Aqui D'el Rey de António-Pedro Vasconcelos
- 1986 : Le Mal du pays de Fernando Lopes
- 1992 : Portrait de famille de Luís G. Telles
- 1994 : Adieu princesse de Jorge Paixao Da Costa
- 1999 : Ras le bol de António-Pedro Vasconcelos
- 2004 : Le Miracle selon Salomé de Mário Barroso
- 2007 : Amour de perdition de Mário Barroso
- 2010 : Mystères de Lisbonne de Raul Ruiz
- 2012 : Les Lignes de Wellington de Valeria Sarmiento
- 2019 : Le Cahier noir de Valeria Sarmiento
- 2020 : L'Ordre moral de Mário Barroso

#### Courts métrages
- 1982 : Le Doux Exil de Mário Barroso
- 1982 : Visible/Invisible de Mário Barroso

#### Télévision
- 1990 : Formule 1
- 1991 : Napoléon et l'Europe
- 1992 : Un ballon dans la tête
- 1994 : Le Trajet de la foudre
- 1997 : Les Filles du maître de chai
- 2012 : As Linhas de Torres Vedras

## Journaliste
- Critique de cinéma aux publications portugaises Diário de Lisboa, O Tempo e o Modo, Expresso, Cinéfilo
- Correspondant de l'hebdomadaire portugais, Cinéfilo, à Rome.
- Journaliste-présentateur de l’émission hebdomadaire, Mosaïque, à FR 3.
- Rédacteur d'une émission de critique cinématographique à Radio France Internationale

## Distinctions
- 2020 : Prix du meilleur scénario de la Sociedade Portuguesa de Autores (pt) (Société portugaise des auteurs) pour L'Ordre moral[15],[16]
- 2020 : Sélectionné aux Festivals de San Sebastian et de Toronto pour Le Cahier noir[17]
- 2015 : Sélectionné en compétition officielle à la Viennale, À une heure incertaine (A Uma Hora Incerta)[18]
- 2015 : Prix du Jury du journal Der Standard, pour À une heure incertaine (A Uma Hora Incerta)[18]
- 2012 : Sélectionné en compétition officielle à la Mostra de Venise pour Les Lignes de Wellington[19]
- 2012 : Sélectionné en compétition officielle au Festival de Rome pour Photo[20]
- 2011 : Coquille d'argent du meilleur réalisateur au Festival San Sebastian pour Mystères de Lisbonne[21]
- 2011 : Prix Louis-Delluc pour Mystères de Lisbonne[22]
- 2011 : Satellite Award du meilleur film étranger pour Mystères de Lisbonne [23]
- 2011 : Globos de Ouro (meilleur film, meilleure actrice, meilleur acteur), pour Mystères de Lisbonne [24]
- 2007 : Sélectionné aux Festivals de Locarno, Palma de Majorque et de Buenos Aires pour Un amour de perdition [25]
- 2004 : Sélectionné pour le prix du meilleur scénario aux Rencontres internationales des scénaristes européens pour Le Miracle selon Salomé
- 2000 : Prix Cannes Junior au Festival de Cannes, pour Ras le bol[26]
- 1999 : Prix du Jury au Festival de San Sebastian, pour Ras le bol
- 1997 : Grand Prix du Sénat de la Meilleure Série Française, pour Les Filles du maitre de chai (TV)

- 1984 : Prix FPCC du meilleur scénario, pour O Lugar do Morto[27]